# 達洋・まさひこのアディショナルタイム
『達洋・まさひこのアディショナルタイム』は、2012年10月から2019年12月28日まで北陸放送（MROラジオ）で放送されていたラジオ番組。

## 番組の歴史

### 開始までの経緯
MROでは2010年4月からスタートした『げつきんワイド!おいね★どいね』（現：おいね★どいね）内で石川県に本拠地を置きJFLに昇格したばかりのツエーゲン金沢応援番組として、毎週水曜日に『めざせJリーグ!ツエーゲン金沢』を同番組に内包する形で放送していて、選手・クラブ関係者にスタジオ出演を行っていた。2012年10月辺りから当時水曜パーソナリティーだった角野達洋と大平まさひこがある日の放送終了後にツエーゲンについて雑談している中で、当時のラジオ部長から「そんな、喋る時間あるんだったら番組やったらどうか? ついでにサッカーでいう空費の時間をプラスするのがアディショナルタイムやから」と言われたのがきっかけで、同番組内に内包される形で始まった。

### 事実上の単独番組へ
2013年4月改編で毎週日曜11時半から30分放送時間を拡大。単独番組として前述のツエーゲン応援番組特化と角野・大平の丁々発止トークを事実上統合した上で再出発することになり、試合後の監督・選手談話を中心に放送する構成が番組の屋台骨になっていった。中でもシーズン問わずツエーゲンに関わる人物をスタジオに迎える「ツエーゲンさんいらっしゃい」 や 2016年夏頃 -2017年まで在籍していた中美慶哉の声を届ける「今週の慶哉くん」が人気を博していた。

### えのきどいちろうとの関係
コラムニストのえのきどいちろうはradikoプレミアムを使ってアディショナルタイムを聴く程のヘビーリスナーになっていて、2018年に全国の放送局の社長・社員が集まる会議にえのきどが出席した際に、「MROラジオのアディショナルタイムは日本で一番のサッカー番組」と発言したことが契機となって、同年大晦日の特別番組を放送するきっかけを作ることになった。（詳細後程）

## 番組終了
2019年末を以ってディレクター業兼務で奮闘していた坐間妙子が契約満了に伴いMRO退社になり、後継のディレクターが見つからなかったことに加え角野達洋が翌年春に東京支社への異動を控えていたこともあり、番組存続が難しくなったことを背景に12月28日を以って内包時代から含め7年3ヶ月の歴史に幕を下ろすことになることが12月21日のエンディングで発表となった。
MROはツエーゲン情報の大半を2020年1月4日よりアディショナルタイムと同時間帯で石川県内のプロアマ問わずスポーツ情報を扱う『石川まるごと応援団 VIVA!すぽると』に引き継ぐ形になり大平のみ同番組に出演することになった。

## 放送時間
- 2012年10月 - 2013年3月　毎週水曜日げつきんワイド!おいね★どいね内内包
- 2013年4月 - 2014年9月　毎週日曜日 11:30 - 12:00
- 2014年10月 - 放送終了　毎週土曜日 12:10 - 12:40

## 出演者
- 角野達洋 - MROアナウンサー（当時）
- 大平まさひこ
- 坐間妙子 - MROアナウンサー（当時）ディレクター兼務

## その他
前述のように2018年12月31日に番組初の特別番組として22:00 - 23:00 まで「スタジアムを真っ赤に染めたい」をテーマにえのきどとツエーゲン金沢クラブ職員灰田さちをゲストに迎え1時間に拡大して放送した。この回のみsoilを含めた複数社提供で放送した。